# Léon Dierx

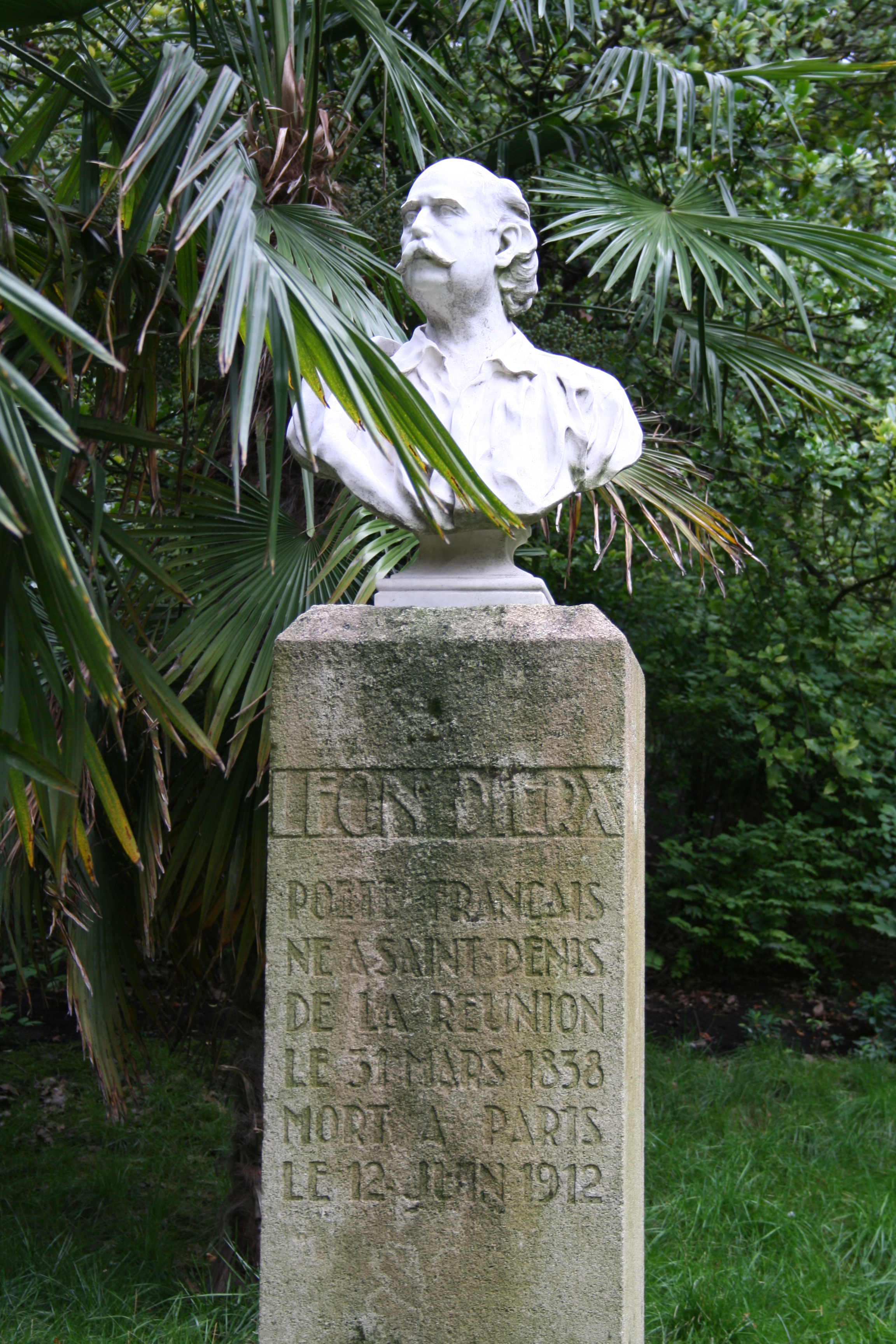
Büste Léon Dierx’ auf dem Pariser Square des Batignolles

Léon Dierx (* 20. Oktober 1838 in Saint-Denis (Réunion); † 11. Juni 1912 in Paris) war ein französischer Schriftsteller.

## Leben und Wirken
Sein literarisches Debüt hatte Dierx 1858 mit seinem Werk Aspirations poètiques. In seinen frühen Werken stand er mehr oder weniger unter dem Einfluss von Victor Hugo, Alphonse de Lamartine und Alfred de Musset; in seinen späteren – meistenteils Gedichten – lehnte er sich mehr an Charles Leconte de Lisle an.
Als Dierx’ Opus magnum gilt sein 1864 erschienenes Werk Lèvres close, das in einem sehr suggestiven Stil gehalten ist.
Durch die Bekanntschaft mit Leconte de Lisle kam Dierx mit dem Kreis der Parnassiens in Kontakt und Alphonse Lemerre nahm einige Werke in die später berühmt gewordene Anthologie Le Parnasse contemporain auf. Als Stéphane Mallarmé 1898 starb, wurde Dierx als dessen Nachfolger zum Prince des Poètes gewählt.

## Werke (Auswahl)

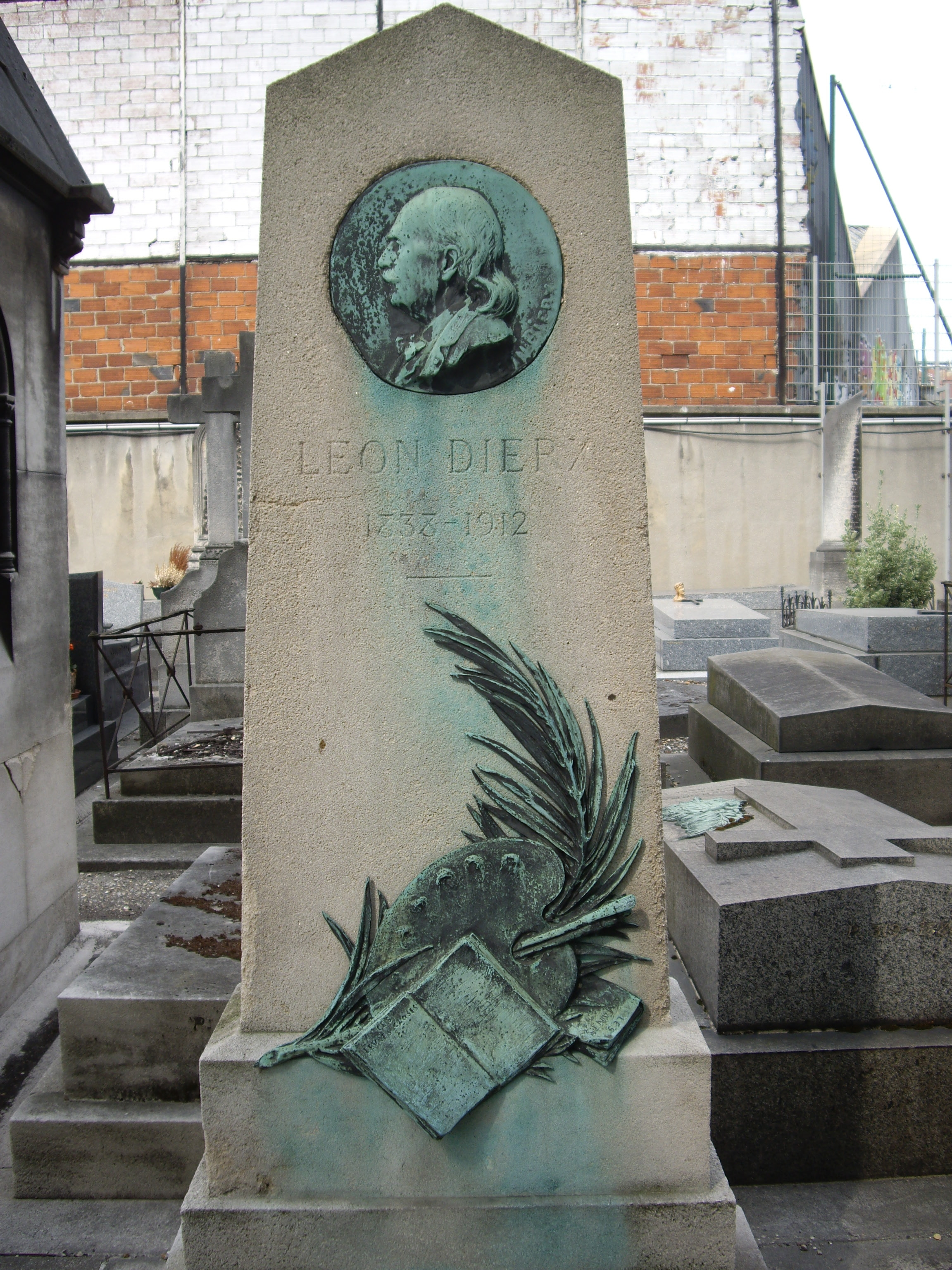
Grab in Paris, cimetière des Batignolles

- Aspirations poètiques. 1858
- Lèvres closes. 1864
- Les paroles d’un vaincu. 1871
- Poèmes et poèsies. 1864
- Poèsies posthum. 1912